# Urani (escriptor)
Urani (en llatí Uranius, en grec Οὐράνιος) fou un escriptor grec de data incerta.
Va escriure una obra sobre Aràbia com a mínim en tres llibres. Aquesta descripció geogràfica sovint s'esmenta a l'obra d'Esteve de Bizanci i més aïlladament per altres escriptors (Stephanus Byzantinus, s. vv. Αὔαθα, Αἰαμήνη, Ἄδανα, et alibi; Tzetzes, Chiliades, 7.144; Eustathius, in Dionys. Perieg, 38).